# Бойоз
Бойоз (тур. boyoz) — турецька випічка з листкового тіста сефардсько-єврейського похождення, особливо популярна в Ізмірі, яке є практично єдиним містом, де її готують за оригінальним рецептом для продажу. Для мешканців Ізміру бойоз став символом їхнього рідного міста. Найпопулярніший бойоз — простий, без додавання м'яса, сиру або начинки зі шпинату, приготований невеликою кількістю майстрів бойозів в Ізмірі. Але також роблять пікантні бойози з перцем, шоколадні та інші.
Тісто для бойзу готують з борошна, соняшникової олії та невеликої кількості тахіні. Його замішують у кілька прийомів, розділяючи на кульки, потім коржі, щоразу даючи постояти і просочитися олією. Потім шматки тіста розтягують вручну у великий і тонкий аркуш тіста, скочують у рулет (на цьому етапі можна промазати якоюсь начинкою) і нарізають на шматочки. Після цього маленькі кульки треба приплюснути, покласти на дечко і відправити в піч, або додати начинку з сиру або шпинату. Бойоз також можна приготувати вдома із готового листкового тіста..
За традицією до бойозу подають чорний чай і круто зварені яйця, щедро посипані чорним перцем. Бойоз зазвичай купують у вуличних торговців та їдять на відкритому повітрі.

## Походження
Практично всі джерела сходяться на думці про єврейсько-іспанське коріння бойозу. Це внесок у міську культуру Ізміру євреїв-сефардів, які були вигнані з Іспанії після 1492 року і у великій кількості оселилися в деяких відомих османських містах того періоду, серед яких Ізмір виділявся як один із основних напрямків. Ці пояснення походження боозу підтверджуються наявністю дуже схожої випічки у кулінарних традиціях інших відгалужень іспанської культури, таких як Аргентина, Чилі, Перу та Мексика, де булочки болло поширені, особливо в раціоні сефардських євреїв, зазвичай з начинкою із сиру та шпинату. Іспанською мовою епохи Відродження та мовою ладино bollos означає «зв'язка, пачка».
Раніше всі майстри-пекарі, які готували бойоз в Ізмірі, були євреями, а нинішні майстри були навчені Аврамом Уста, чиє ім'я донині звучить у слоганах, прийнятих деякими з цих пекарів, які продають «бойоз Аврама Уста».